# Prix Goya du meilleur espoir masculin

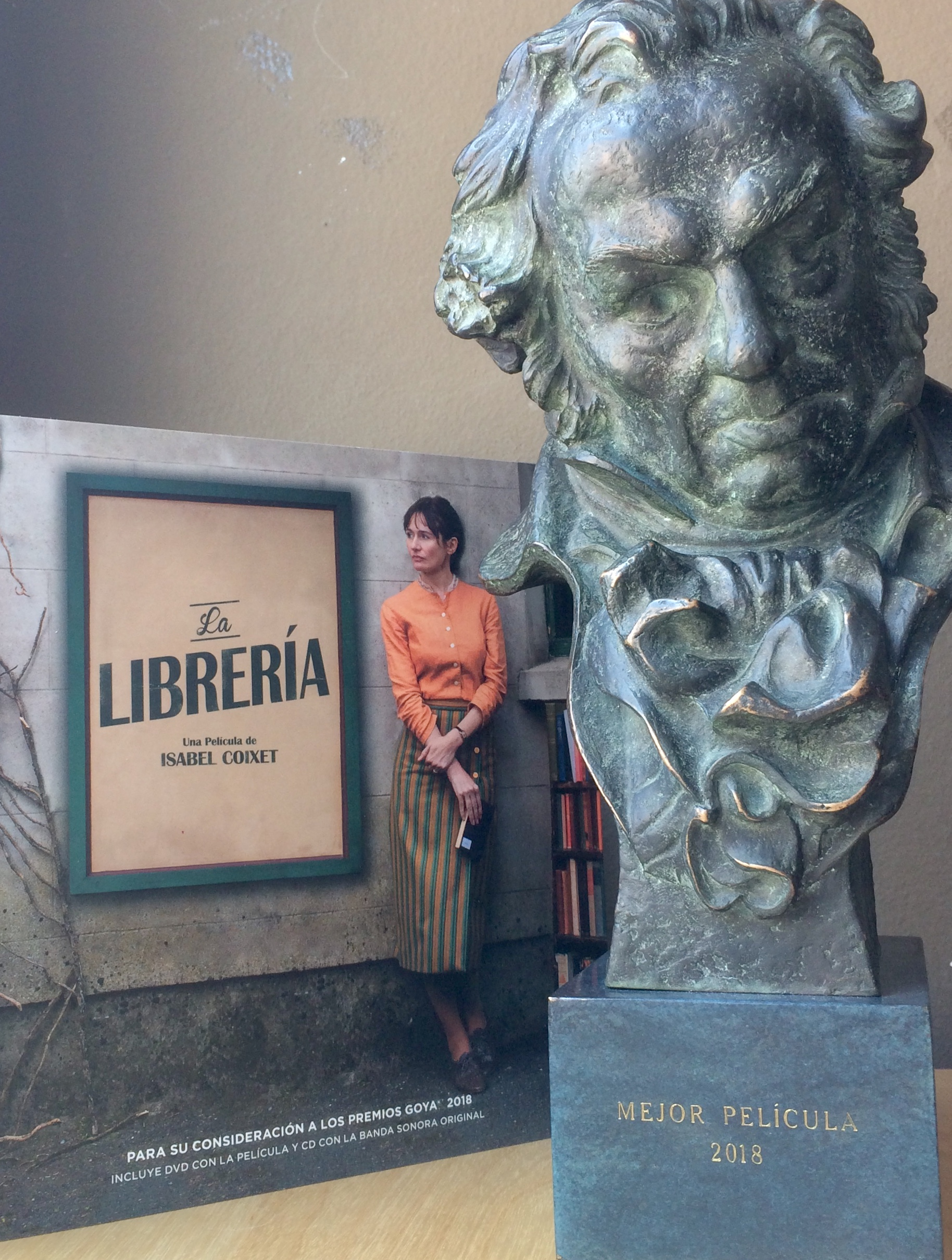
Le trophée du prix Goya en 2018

Le prix Goya du meilleur espoir masculin (Premio Goya al mejor actor revelación) est une récompense décernée depuis 1995 par l'Academia de las artes y las ciencias cinematográficas de España au cours de la cérémonie annuelle des Goyas.

## Palmarès

### Années 1990
- 1995 : Santiago Garcia pour le rôle de Justino dans Justino, l'assassin du troisième âge (Justino, un asesino de la tercera edad)
  - Coque Malla pour le rôle de Paula dans Todo es mentira
  - Pepón Nieto pour le rôle d'Ugarte dans Días contados
- 1996 : Santiago Segura pour le rôle de José María dans Le Jour de la bête (El día de la bestia)
  - Juan Diego Botto pour le rôle de Carlos dans Les Histoires du Kronen (Historias del Kronen)
  - Carlos Fuentes pour le rôle de Rafa dans Antártida
- 1997 : Fele Martínez pour le rôle de Chema dans Tesis
  - Emilio Buale pour le rôle d'Ombasi dans Bwana
  - Liberto Rabal pour le rôle de Manuel dans Tranvía a la Malvarrosa
- 1998 : Andoni Erburu pour le rôle de Javi dans Les Secrets du cœur (Secretos del corazón)
  - Manuel Manquiña pour le rôle de Pazos dans Airbag
  - Fernando Ramallo pour le rôle de Felipe dans Routes secondaires (Carreteras secundarias)
- 1999 : Miroslav Táborský pour le rôle de Václav Passer dans La Fille de tes rêves (La niña de tus ojos)
  - Ernesto Alterio pour le rôle de Jaime dans Les Années volées (Los años bárbaros)
  - Javier Cámara pour le rôle de Rafael « Rafi » Jiménez Valera dans Torrente, le bras gauche de la loi (Torrente, el brazo tonto de la ley)
  - Tristán Ulloa pour le rôle de Javi dans Mensaka

### Années 2000
- 2000 : Carlos Álvarez-Nóvoa pour le rôle du voisin dans Solas
  - Eduard Fernández pour le rôle de Miguel dans Los lobos de Washington
  - Manuel Lozano pour le rôle de Moncho dans La Langue des papillons (La lengua de las mariposas)
  - Luis Tosar pour le rôle de Damián dans Flores de otro mundo
- 2001 : Juan José Ballesta pour le rôle de Pablo « El Bola » dans El Bola
  - Jordi Vilches pour le rôle de Nico dans Krámpack
  - Javier Batanero pour le rôle de Salva dans Leo
  - Pablo Carbonell pour le rôle de Carolo Suárez Perales dans Obra maestra
- 2002 : Leonardo Sbaraglia pour le rôle de Tomás dans Intacto
  - Biel Durán pour le rôle de David dans Más pena que gloria
  - James Bentley pour le rôle de Nicholas Stewart dans Les Autres (The Others)
  - Rubén Ochandiano pour le rôle de Sebas dans Silencio roto
- 2003 : José Ángel Egido pour le rôle de Paulino « Lino » Rivas dans Les Lundis au soleil (Los lunes al sol)
  - Roberto Enríquez pour le rôle de Rubén Bevilacqua	dans El alquimista impaciente
  - Carlos Iglesias pour le rôle de Sancho Panza dans El caballero Don Quijote
  - Guillermo Toledo pour le rôle de Pedro dans Un lit pour quatre (El otro lado de la cama)
- 2004 : Fernando Tejero pour le rôle de Serafín Espín dans Jours de foot (Días de fútbol)
  - Víctor Clavijo pour le rôle de Mateo dans El regalo de Silvia
  - Juan Sanz pour le rôle de Fito dans La vida mancha
  - Óscar Jaenada pour le rôle d'Alfredo dans Noviembre
- 2005 : Tamar Novas pour le rôle de Javi dans Mar adentro
  - José Luis García Pérez pour le rôle de Pedro dans Le Gamin (Cachorro)
  - Nilo Mur pour le rôle de Héctor dans Héctor
  - Jorge Roelas pour le rôle de Montesinos dans Tiovivo c. 1950
- 2006 : Jesús Carroza pour le rôle de Richi dans Les Sept Vierges (7 vírgenes)
  - Luis Callejo pour le rôle de Manuel dans Princesas
  - Pablo Echarri pour le rôle de Ricardo dans La Méthode (El método)
  - Álex González pour le rôle d'Ángel dans 2e Round (Segundo asalto)
- 2007 : Quim Gutiérrez pour le rôle de Jorge dans Azul (AzulOscuroCasiNegro)
  - Alberto Amarilla pour le rôle de Miguelito dans Summer Rain (El camino de los ingleses)
  - Javier Cifrián pour le rôle de Caín dans El próximo Oriente
  - Walter Vidarte pour le rôle d'Amós dans La Nuit des tournesols (La noche de los girasoles)
- 2008 : José Luis Torrijo pour le rôle de Pedro dans La soledad
  - Óscar Abad pour le rôle de Martín	dans El prado de las estrellas
  - Gonzalo de Castro pour le rôle de Fernando dans La torre de Suso
  - Roger Princep pour le rôle de Simón dans L'Orphelinat (El orfanato)
- 2009 : El Langui pour le rôle de Quique Heredia « El Cuajo » dans El truco del manco
  - Luis Bermejo pour le rôle du père de Lorenzo dans Un de tes mots (Una palabra tuya)
  - Álvaro Cervantes pour le rôle de David dans El juego del ahorcado
  - Martiño Rivas pour le rôle d'Eulalio « Lalo » Peciña dans Los girasoles ciegos

### Années 2010
- 2010 : Alberto Ammann pour le rôle de Juan Oliver dans Cellule 211 (Celda 211)
  - Fernando Albizu pour le rôle d'Andrés dans Gordos
  - Gorka Otxoa pour le rôle de Chema dans Pagafantas
  - Pablo Pineda pour le rôle de Daniel dans Yo, también
- 2011 : Francesc Colomer pour le rôle d'Andreu dans Pain noir (Pa negre)
  - Manuel Camacho pour le rôle de Marcos Rodríguez Pantoja à 7 ans dans L'Enfant loup (Entrelobos)
  - Juan Carlos Aduviri pour le rôle de Daniel / Atuey dans Même la pluie (También la lluvia)
  - Oriol Vila pour le rôle de Ramiro	dans Todas las canciones hablan de mí
- 2012 : Jan Cornet pour le rôle de Vicente dans La piel que habito
  - Marc Clotet pour le rôle de Paulino dans La voz dormida
  - Adrián Lastra pour le rôle de José Miguel	dans Primos
  - José Mota pour le rôle de Roberto Gómez dans Un jour de chance (La chispa de la vida)
- 2013 : Joaquín Núñez pour le rôle de Mateo Prado Jiménez dans Groupe d'élite (Grupo 7)
  - Emilio Gavira pour le rôle de Jesusín	dans Blancanieves
  - Àlex Monner pour le rôle d'Àlex dans Els nens salvatges
  - Tom Holland pour le rôle de Lucas Bennett dans The Impossible (Lo imposible)
- 2014 : Javier Pereira pour le rôle d'Él dans Stockholm
  - Berto Romero pour le rôle de Pedro dans 3 Mariages de trop (Tres bodas de más)
  - Hovik Keuchkerian pour le rôle de Pedro dans Alacrán enamorado
  - Patrick Criado pour le rôle d'Efraín Montero dans La gran familia española
- 2015 : Dani Rovira pour le rôle de Rafael Quirós dans Ocho apellidos vascos
  - David Verdaguer pour le rôle de Sergi dans 10.000 km
  - Jesús Castro pour le rôle de Niño dans El Niño
  - Israel Elejalde pour le rôle d'Alfredo dans La niña de fuego (Magical Girl)
- 2016 : Miguel Herrán pour le rôle de Darío dans A cambio de nada
  - Fernando Colomo pour le rôle de Fer dans Isla bonita
  - Manuel Burque pour le rôle de Borja dans Requisitos para ser una persona normal
  - Álex García pour le rôle de Leonardo dans La novia
- 2017 : Carlos Santos pour le rôle de Luis Roldán dans L'Homme aux mille visages (El hombre de las mil caras)
  - Rodrigo de la Serna pour le rôle d'Uruguayo dans Insiders (Cien años de perdón)
  - Ricardo Gómez pour le rôle de José dans 1898, los últimos de Filipinas
  - Raúl Jiménez pour le rôle de Juanjo dans La Colère d'un homme patient (Tarde para la ira)
- 2018 : Eneko Sagardoy pour le rôle de Joaquin dans Handia
  - Pol Monen pour le rôle de Carlos dans Amar
  - Eloi Costa pour le rôle de Cristián dans Skins (Pieles)
  - Santiago Alverú pour le rôle de Bosco dans Selfie
- 2019 : Jesús Vidal pour le rôle de Marín dans Champions (Campeones)
  - Moreno Borja pour le rôle de Paco	dans Carmen et Lola (Carmen y Lola)
  - Francisco Reyes pour le rôle de Rodrigo Alvarado dans El reino
  - Carlos Acosta pour son propre rôle dans Yuli

### Années 2020
- 2020 : Enric Auquer pour le rôle de Kiko dans Œil pour œil (Quien a hierro mata)
  - Santi Prego pour le rôle de Franco dans Lettre à Franco (Mientras dure la guerra)
  - Nacho Sánchez pour le rôle d'Ismael dans À dix-sept ans (Diecisiete)
  - Vicente Vergara dans le rôle de Gonzalo dans Une vie secrète (La trinchera infinita)
- 2021 : Adam Nourou pour le rôle de Massar dans Adú
  - Chema del Barco pour le rôle de Ramón	dans El plan
  - Janick pour le rôle d'Ayoub dans Historias lamentables
  - Fernando Valdivielso pour le rôle de Ray dans Cross the Line (No matarás)
- 2022 : Chechu Salgado pour le rôle de Zarco dans Les Lois de la frontière (Las leyes de la frontera)
  - Jorge Motos pour le rôle de Lucas dans Lucas
  - Tarik Rmili pour le rôle de Khaled dans El buen patrón
  - Óscar de la Fuente pour le rôle de Jose dans El buen patrón

- 2023 : Telmo Irureta pour le rôle de David dans La consagración de la primavera
  - Albert Bosch pour le rôle de Roger dans Nos soleils (Alcarràs)
  - Jordi Pujol Dolcet pour le rôle de Quimet dans Nos soleils (Alcarràs)
  - Mikel Bustamante pour le rôle de Javi dans Lullaby (Cinco lobitos)
  - Christian Checa pour le rôle de Raúl dans À contretemps (En los márgenes)

- 2024 : Matías Recalt pour Le Cercle des neiges (La sociedad de la nieve)
  - Omar Banana pour Te estoy amando locamente
  - Brian Albacete pour Campeonex (es)
  - La Dani pour Te estoy amando locamente
  - Julio Hu Chen pour Chinas (es)

- 2025 : Pepe Lorente pour La estrella azul
  - Óscar Lasarte pour ¿Es el enemigo? La película de Gila (es)
  - Cuti Carabajal pour La estrella azul
  - Cristalino pour Le Retour de Saturne (Segundo Premio)
  - Daniel Ibáñez pour Le Retour de Saturne (Segundo Premio)